# Galltorp
Galltorp är en by i Norrtälje kommun, belägen norr om Norrtälje i riktning mot Hallstavik. Byn ligger nästan halvvägs mellan Norrtälje och Hallstavik.

## Kommunikationer
Riksväg 76 mot Norrtälje (söderut) och Gävle (norrut) går igenom Galltorp. Länsväg 283 mot Svanberga (söderut) och Älmsta och Väddö (norrut).